# マイケル・エロウィッツ
マイケル・エロウィッツ（Michael Elowitz, 1970年5月9日 - ）は、アメリカ合衆国の生物工学者。カリフォルニア工科大学教授。主な業績は合成生物学の基礎となる合成遺伝子回路の研究。

## 経歴
ロサンゼルス出身。1992年にカリフォルニア大学バークレー校を卒業、1999年にプリンストン大学で物理学のPh.D.を取得。ロックフェラー大学で博士研究員となった。2003年から現職。また2008年からハワード・ヒューズ医学研究所の研究員も務める。2023年クラリベイト引用栄誉賞受賞。

## 参照
- The Elowitz Lab
- Michael B. Elowitz, PhD